# Jambeanom
Jambeanom is een bestuurslaag in het regentschap Bondowoso van de provincie Oost-Java, Indonesië. Jambeanom telt 4642 inwoners (volkstelling 2010).